# Société panrusse des aveugles
 (avril 2022).
La Société panrusse des aveugles (russe : Всероссийское общество слепых (ВОС), VOS, dans la transcription de l'abréviation russe est une organisation russe qui réunit les personnes handicapées ayant une perte partielle ou totale de la vision.

## Historique

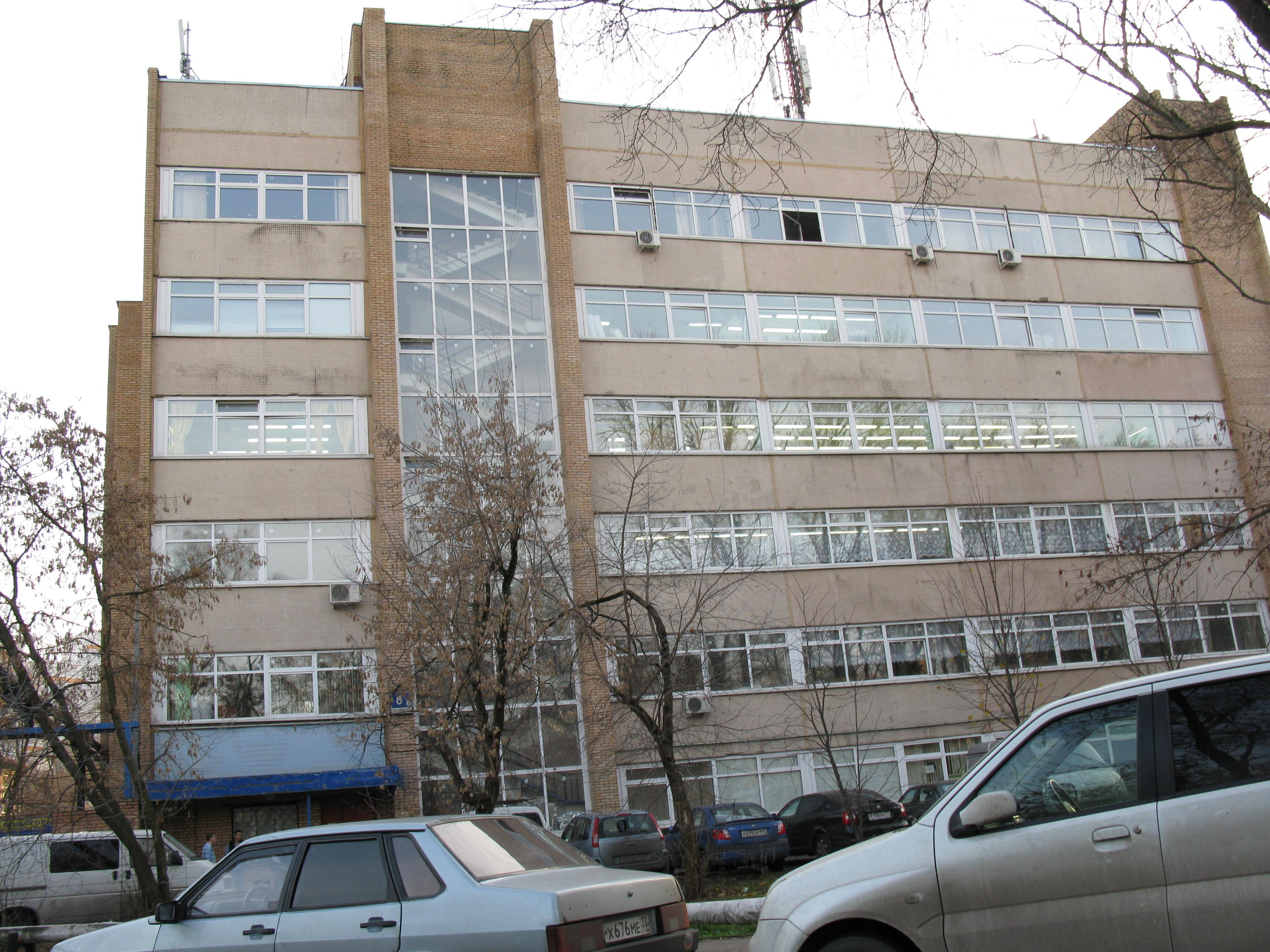
L'établissement de Novator rue Perovskaïa à Moscou. Plus de la moitié des employés sont des personnes malvoyantes.

L'organisation a été créée le 13 mars 1925 en URSS.
Sa devise est depuis sa création : « égalité des droits - égalité des chances », c'est-à-dire que sa principale mission est d'offrir à ses membres la possibilité de mener une vie décente et d'être utiles à la société et à l'État.
Au 1er avril 2007, la Société panrusse des aveugles comptait 210 645 membres et se composait de 810 organisations locales et 74 organisations régionales dans les 86 sujets de la fédération de Russie. Le siège social de VOS est situé à Moscou.
Les entreprises où les aveugles travaillent sous le patronage de Société panrusse des aveugles produisent différents biens, qu'il s'agisse de composants automobiles, de tricots, de produits métalliques, de jouets de produits électromécaniques, de produits en papier et en carton, de produits (cloison) et bien d'autres.
Depuis 2009, la société est membre de l'Association des fabricants d'équipements et d'appareils électroniques.

## Direction
Le président de la Société panrusse des aveugles a été pendant 25 ans Aleksandr Neoumyvakine (1986-2021).

## Médias
La Société panrusse des aveugles a ses propres médias : le périodique Наша жизнь (Notre vie), le magazine sonore Диалог (Dialogue) et Radio VOS.